# Deidamia II
Deidamia II (in greco antico: Δηιδάμεια?, Deidàmeia o Laodamia (in greco antico: Λαοδάμεια?, Laodàmeia); Epiro, ... – Ambracia, 233 a.C. circa) fu una regina epirota, figlia del re Pirro II ed ultima rappresentante della dinastia Eacide prima dell'instaurazione della repubblica in Epiro.

## Biografia
Figlia del re Pirro II, salì al trono come ultima rappresentante della dinastia regale dopo la morte del padre, dello zio Tolomeo e del figlio di quest'ultimo, Pirro III.
Aveva una sorella, di nome Nereide, che sposò Gelone II, tiranno di Siracusa e Basileus di Sicilia, e la aiutò nel corso della rivolta epirota che avrebbe portato all'estinzione della dinastia Eacide inviando in suo soccorso ottocento mercenari.
In seguito alla rivolta, nel 233 a.C. circa, Deidamia si rifugiò ad Ambracia nel tempio di Artemide, dove fu assassinata da un certo Milone, che a sua volta poi si suicidò. Con lei si estinse, dopo un secolo di regno, la dinastia eacide e la monarchia cedette il passo all'instaurazione della repubblica, sotto il controllo della lega epirota.